# Kim Novak nigdy nie wykąpała się w jeziorze Genezaret

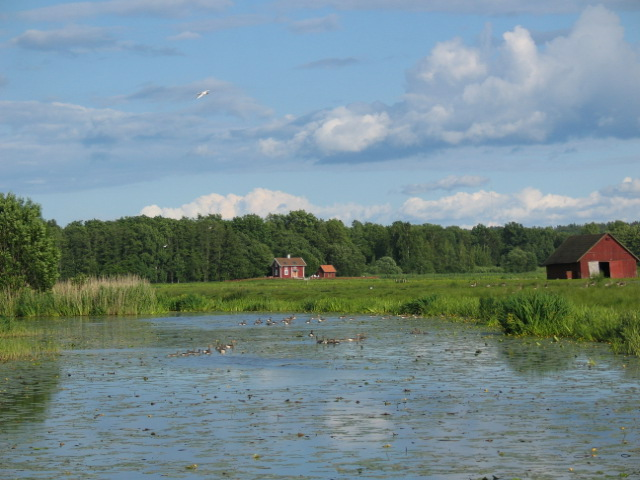
Samotne chaty nad jednym z jezior w rejonie Örebro - miejsce akcji powieści

Kim Novak nigdy nie wykąpała się w jeziorze Genezaret (szw. Kim Novak badade aldrig i Genesarets sjö) – powieść kryminalna z 1998, autorstwa szwedzkiego pisarza Håkana Nessera. Jej polskie wydanie ukazało się w 2006 nakładem wydawnictwa Czarna Owca w tłumaczeniu Bratumiły Pawłowskiej i Marcina Aszyka.

## Fabuła
Akcja powieści rozgrywa się w latach 60. XX wieku na szwedzkiej prowincji, w okolicach Örebro. Narratorem jest 14-letni Erik, syn 57-letniego pracownika służby więziennej. Jego matka umiera na raka w pobliskim szpitalu. On sam wybiera się na wakacje do samotnej chaty letniskowej nad jeziorem Möcklen, zwanej Genezaret. Towarzyszą mu: starszy brat Henry (ur. 1.6.1940) i kolega szkolny - Edmund o sześciu palcach u stóp. Brat Henry jest byłym pracownikiem redakcji lokalnego czasopisma Kurren, a w chacie Genezaret zabiera się za pisanie książki o tajemniczej treści. Jednocześnie nawiązuje romans z piękną Evą Kaludis, zastępczynią jednej z nauczycielek, o urodzie Kim Novak, będącej jednocześnie dziewczyną lokalnego bożyszcza sportu - Berry Armaty Albertssona (szczypiornisty). Również Erik i Edmund nie są obojętni na wdzięki młodej nauczycielki. Pewnego dnia Armata Berra zostaje znaleziony martwy w pobliżu chaty Genezaret.
W 2005 nakręcono film pod tym samym tytułem w reżyserii Martina Asphauga. Erika zagrał Anton Lundqvist, Henry'ego Jonas Karlsson, a Evę Kaludis Helena af Sandeberg.